# Xestia rosifunda
Xestia rosifunda är en fjärilsart som beskrevs av Dyar 1916. Xestia rosifunda ingår i släktet Xestia och familjen nattflyn. Inga underarter finns listade i Catalogue of Life.